# Петровск (аэродром)
Петровск — бывший военный аэродром вблизи города Петровск Саратовской области.
Являлся учебным аэродромом Балашовского лётного училища (училище существует с 1930, в 2002 реорганизовано в Балашовский учебный авиационный центр (УАЦ) — 4 авиационный факультет Краснодарского военного авиационного института).
На аэродроме базировался 478-й учебный авиационный полк (самолёты Ан-24, позже Л-410). В 1998 полк был расформирован, самолёты Ан-24 переданы в 606-й учебный авиационный полк (Балашов), а самолёты Л-410 переданы в 666-й учебный авиационный полк (Ртищево). С тех пор аэродром не используется (заброшен Архивная копия от 5 марта 2016 на Wayback Machine).
В окрестностях Петровска имеется ещё один заброшенный аэродром — в 6 км северо-восточнее города, с бетонной ВПП размерами 1000×90 м. (52°19′21″ с. ш. 45°28′27″ в. д.)